# Amor i Psyche (obraz Giuseppa Crespiego)
Amor i Psyche – obraz włoskiego malarza barokowego Giuseppa Crespiego.

## Geneza
Historię miłości Kupidyna i Psyche można znaleźć m.in. w Metamorfozach Apulejusza z Madaury. Crespi zilustrował chwilę nocnego spotkania zakochanych. Amor, który miał sprawić, by Psyche zakochała się w najbrzydszym mężczyźnie na ziemi, sam zakochał się w księżniczce. Zabrał ją do swojego pałacu, obsypał darami, lecz jednocześnie zabronił jej spoglądać na siebie. Siostry Psyche przekonały ją, że związała się z potworem i przekonały, by pozbyła się go. Ta postanowiła zabić Amora. Ze sztyletem w dłoni i lampą wyruszyła do łoża ukochanego. Gdy ujrzała Amora, jego uroda powaliła ją na kolana. Oglądając jego ciało i podziwiając jego zbroję i strzały, zraniła się ostrzem groty w palec. W ten sposób zakochała się w Amorze. 

Wtedy zaś, coraz gorętszą żądzą do Kupidyna płonąc, pochyla się nad nim dysząca, z rozchylonymi usty, drżąc zarazem, by snu jego nie skrócić. Ale gdy rozdygotana cała z rozkoszy słania się odurzona, latarka owa (...) prysła od ognia swego kroplą wrzącego oleju na prawy bark boga... (Apulejusz, Metamorfozy, 5,23)

 Wówczas Amor obudził się i odleciał bez słowa.

## Opis obrazu
Crespi przedstawił zbudzonego Amora, który wyciąga rękę ku Psyche w geście powstrzymania jej. Nie usłuchała jego prośby, spojrzała na niego, przez co ten za chwilę odejdzie. Wydaje się, iż artysta przyspieszył nieco przebudzenie boga miłości. Psyche wygląda na kobietę dopiero co odkrywającą piękno kochanka. W lewej ręce trzyma lampę, gdy druga z zaciekawieniem odsłania zasłonę. Bóg swoim gestem pragnie powstrzymać to, co się za chwilę może zdarzyć. Kaganek jest jedynym źródłem światła, jasno oświetlając ciało nagiej Psyche i łoże, na którym leży ukochany. Blask promieni oświetla również skrzydła Amora, który sam znajduje się w ciemności.